# Mercedes-Benz W 150
Der Mercedes-Benz W 150, auch bekannt als Typ 770 oder Großer Mercedes, wurde 1938 als grundlegend überarbeiteter Nachfolger des Typs Mercedes-Benz W 07 vorgestellt.  Wie der Vorgänger wurde das Modell stets als Großer Mercedes bzw. Typ 770 bezeichnet.

## Geschichte und Beschreibung
Vom Mercedes-Benz W 150 wurden von 1938 bis Juni 1943 im Werk Sindelfingen insgesamt 88 Fahrzeuge gebaut.
Nur wenige Wagen wurden an Privatleute verkauft. Der Großteil ging an Dienststellen des Deutschen Reiches, wie z. B. die Reichskanzlei zur Nutzung durch Adolf Hitler.
Gegenüber dem W 07 wuchs die Fahrzeuglänge um 40 Zentimeter auf 6 Meter. Das Fahrgestell mit 13 Zentimetern mehr Radstand (3,88 m) bestand statt aus U-Profilen mit Kreuzverstrebungen nun aus Ovalrohr mit Pressstahlteilen. Die mechanische Betätigung der Trommelbremsen wurde durch eine hydraulische ersetzt, die Starrachse vorn wich einer Einzelradaufhängung an Doppelquerlenkern, während hinten eine werksintern Parallelradachse genannte De-Dion-Achse verwendet wurde. Im Gegensatz zum Vorgänger waren alle W 150 mit einem Kompressormotor versehen, dessen Leistung um 30 PS (22 kW) auf 230 PS (169 kW) gesteigert wurde.
Die von 1940 bis 1943 gebaute Sonderausführung mit der internen Bezeichnung W 150 II war mit 18 mm Stahl gepanzert, hatte eine Verglasung aus 40 mm Panzerglas, 19"-Panzerstahlräder und beschusssichere 20-Kammer-Reifen. Zur Gewichtsverringerung bestanden die Kotflügel aus Leichtmetall. Das Leergewicht betrug 4780 kg (sonst 3400 bis 3600 kg). Aus Gründen der Reifenhaltbarkeit wurde vom Hersteller eine Höchstgeschwindigkeit von 80 km/h empfohlen (sonst 170 km/h).
Die Listenpreise betrugen für die viertürige W-150-Limousine 44.000 RM und für das siebensitzige Cabriolet F 47.500 RM (was heute ungefähr 230.000 € bzw. 249.000 € entspricht).
Im direkten Vergleich mit allen Spitzenmodellen von Daimler (dem Typ 460/500, Mercedes-Benz 300 „Adenauer“, Mercedes-Benz W 100 und Maybach 62) wird klar, was für ein gewaltiges Auto der 770 war – alleine der Kühlergrill hatte eine Höhe von etwa einem Meter.

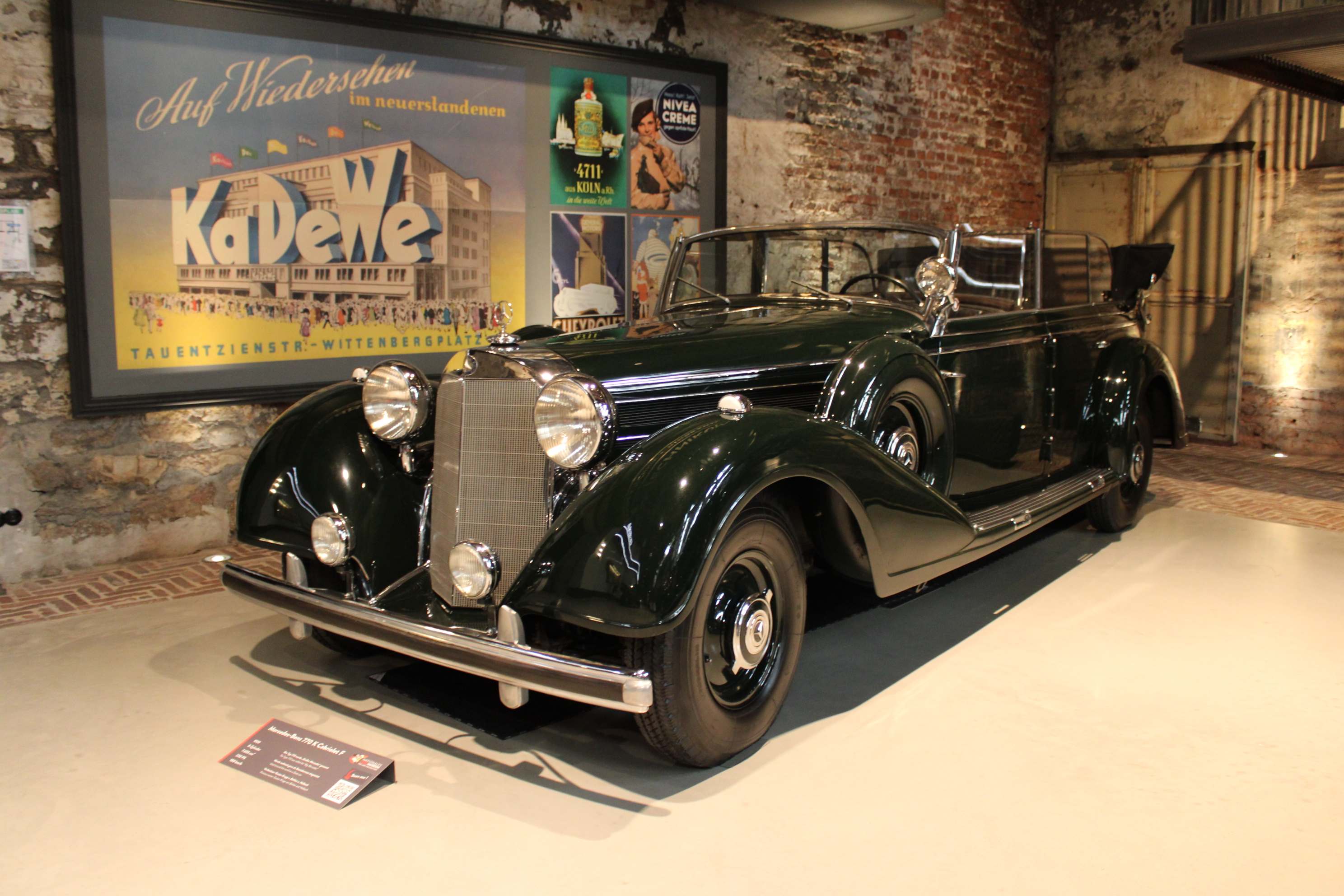
Mercedes-Benz W 150 Cabriolet F (Nationales Automuseum – The Loh Collection)
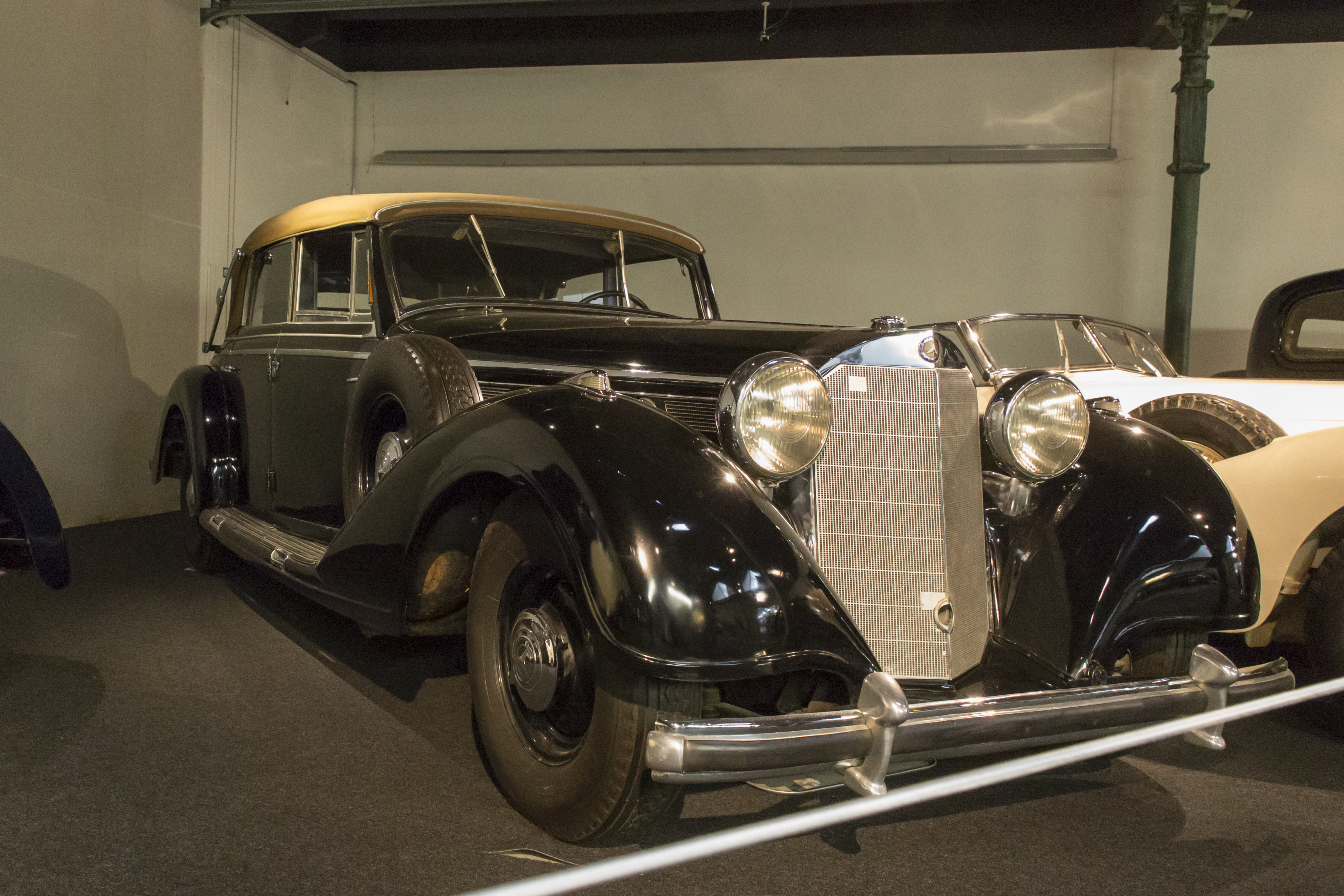
Mercedes-Benz W 150 Cabriolet (Musée national de l’Automobile – Collection Schlumpf)
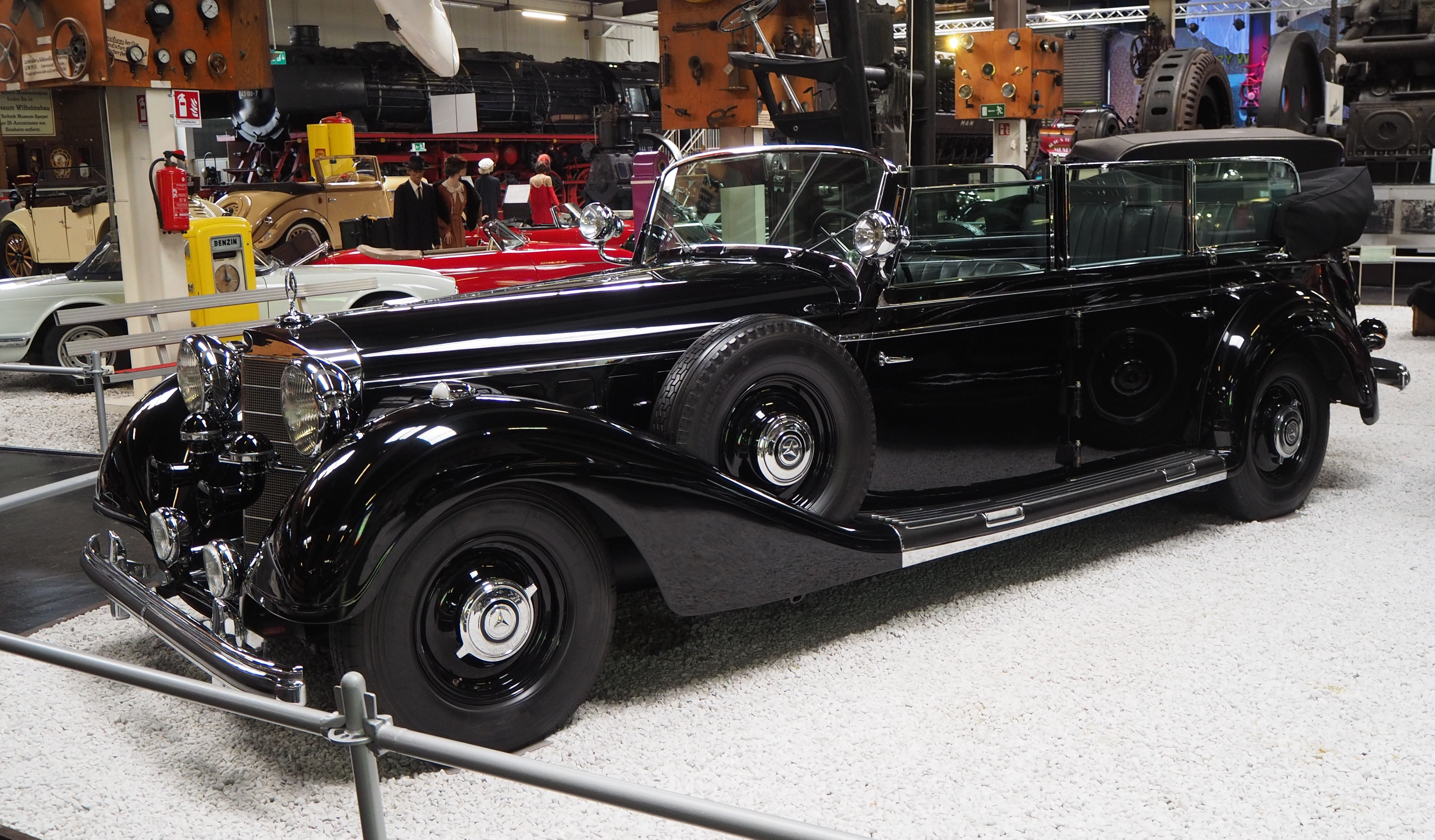
Mercedes-Benz W 150 Cabriolet (Technik-Museum Sinsheim)
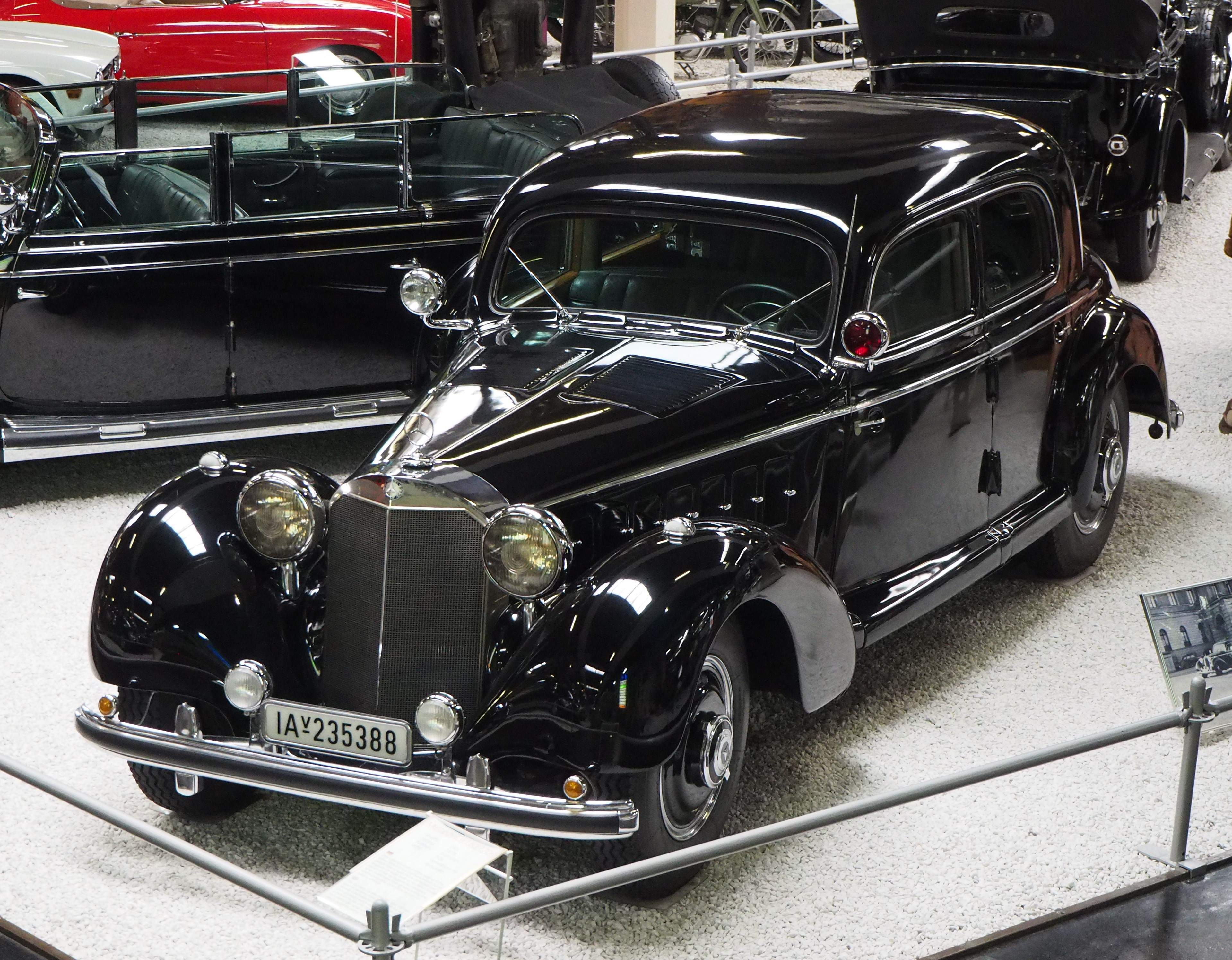
Mercedes-Benz W 150 II Limousine (Technik-Museum Sinsheim)
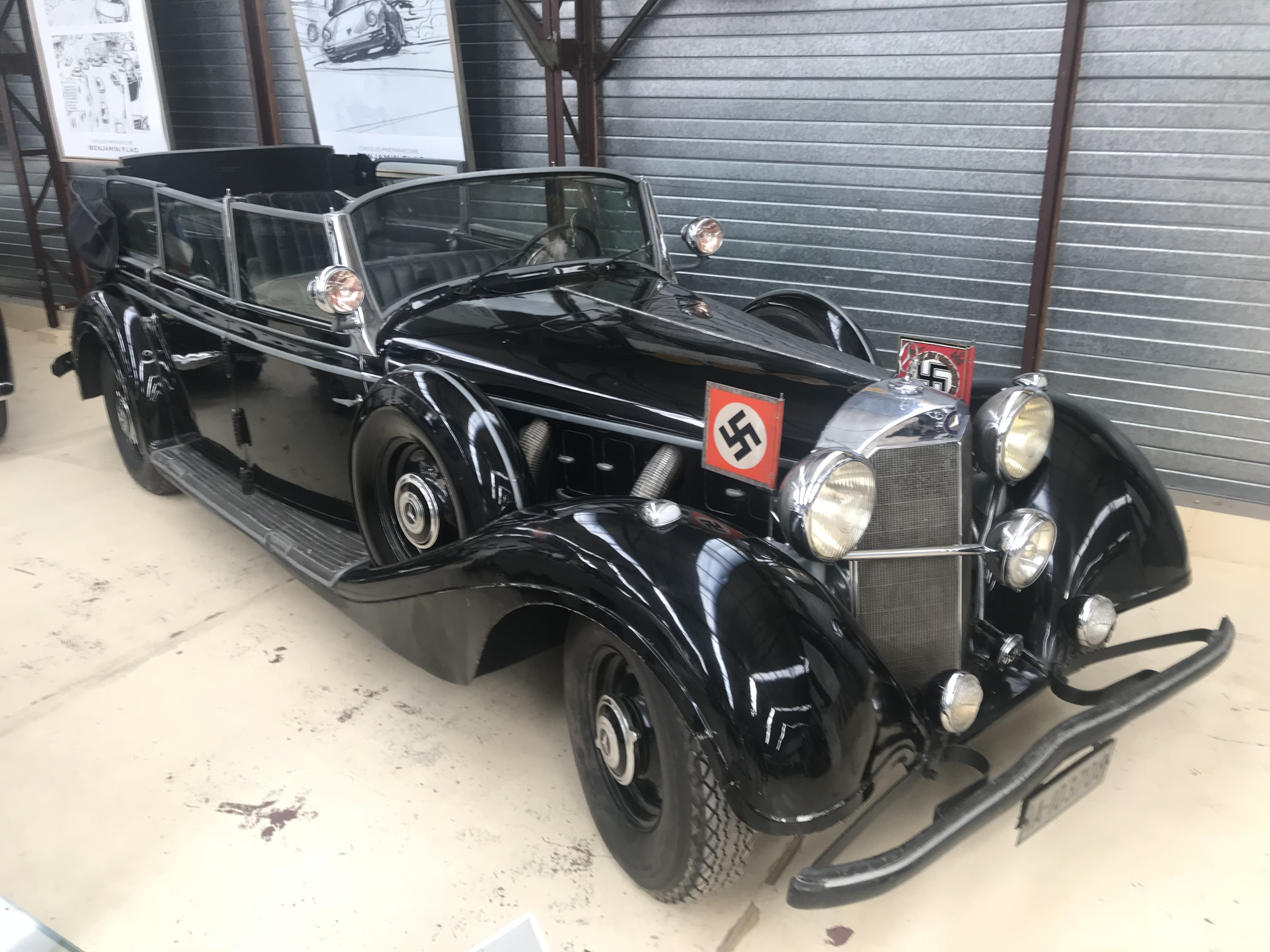
Mercedes-Benz W 150 II (Musée Henri Malartre)
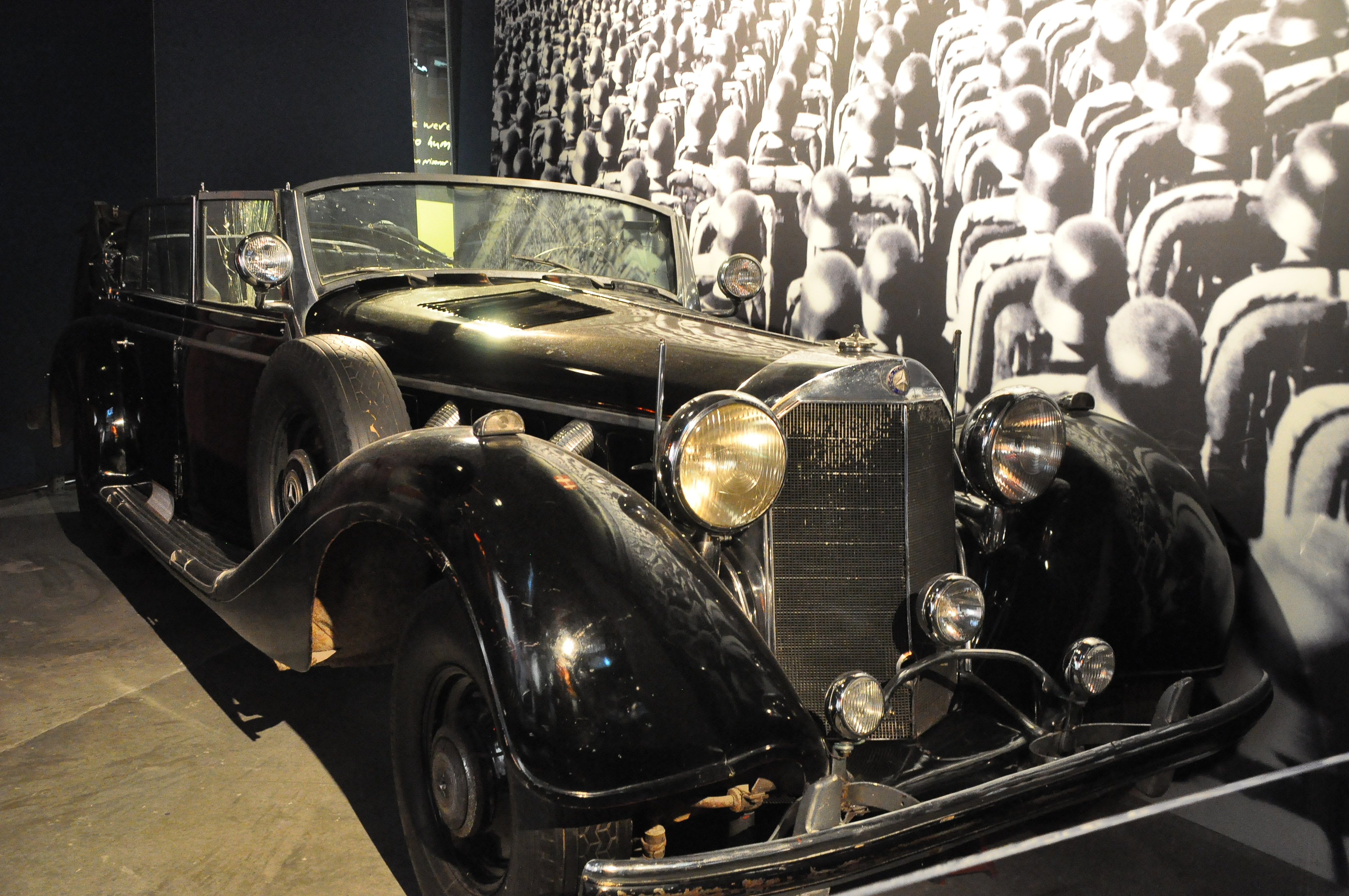
Mercedes-Benz W 150 II (Canadian War Museum)

## Produktionszahlen
|              | W 150                            |
| ------------ | -------------------------------- |
| Fahrgestelle | — (1 Chassis)                    |
| Limousinen   | 10 (gepanzerte Sonderausführung) |
| Pullman-Lim. | 18                               |
| Tourenwagen  | 46                               |
| Cabriolet B  | 1                                |
| Cabriolet C  | —                                |
| Cabriolet D  | 5                                |
| Cabriolet F  | 7                                |
| Insgesamt    | 88                               |

## Technische Daten
| Mercedes-Benz         | Typ 770 | Typ 770 (gepanzerte Sonderausführung) |
| --------------------- | --- | --- |
| Motor                 | Achtzylinder-Reihenmotor (Viertakt), vorne längs mit zuschaltbarem Kompressor                                                                                     | Achtzylinder-Reihenmotor (Viertakt), vorne längs mit zuschaltbarem Kompressor                                                                              |
| Hubraum               | 7655 cm³ | 7655 cm³ |
| Bohrung × Hub         | 95 × 135 mm | 95 × 135 mm |
| Leistung bei 1/min    | ohne/mit zugeschaltetem Kompressor: 114/169 kW (155/230 PS) bei 3000/3200                                                                                         | ohne/mit zugeschaltetem Kompressor: 114/169 kW (155/230 PS) bei 3000/3200                                                                                  |
| Verdichtung           | 6,1:1 | 6,1:1 |
| Gemischaufbereitung   | ein Dreidüsen-Doppelvergaser | ein Dreidüsen-Doppelvergaser |
| Ventilsteuerung       | OHV: eine seitliche Nockenwelle, Antrieb über Stirnradgetriebe | OHV: eine seitliche Nockenwelle, Antrieb über Stirnradgetriebe                                                                                             |
| Zündanlage            | je Zylinder zwei Zündkerzen: Doppelzündung aus Hochspannungs-Magnet- und Batteriezündung                                                                          | je Zylinder zwei Zündkerzen: Doppelzündung aus Hochspannungs-Magnet- und Batteriezündung                                                                   |
| Kühlung               | Wasserkühlung | Wasserkühlung |
| Getriebe              | 4-Gang-Schaltgetriebe mit zusätzlichem Schnellgang (Overdrive) | 4-Gang-Schaltgetriebe mit zusätzlichem Schnellgang (Overdrive)                                                                                             |
| Radaufhängung vorn    | Einzelradaufhängung an Doppelquerlenkern, Schraubenfedern | Einzelradaufhängung an Doppelquerlenkern, Schraubenfedern                                                                                                  |
| Radaufhängung hinten  | De-Dion-Achse mit Deichsel hinten an gekoppelten Dreieckslenkern seitlich geführt, Schraubenfedern, ab 1939 mit ineinanderliegenden Doppel-Schraubenfedern        | De-Dion-Achse mit Deichsel hinten an gekoppelten Dreieckslenkern seitlich geführt, Schraubenfedern, ab 1939 mit ineinanderliegenden Doppel-Schraubenfedern |
| Lenkung               | Schraubenspindellenkung | Schraubenspindellenkung |
| Spurweite vorn/hinten | 1600/1650 mm | 1630/1680 mm |
| Radstand              | 3880 mm | 3880 mm |
| Abmessungen           | 6000 × 2070 × 1800 mm | 6000 × 2100 × 1900 mm |
| Wendekreis            | 15 m | 15,7 m |
| Leergewicht           | 3400–3600 kg | 4400–4800 kg |
| Höchstgeschwindigkeit | 170 km/h | 80 km/h (reifenbedingte Zulassung) |
| Preis                 | Fahrgestell: 30.000 RM (ca. 157.100 €) Pullman-Limousine: 44.000 RM (ca. 230.400 €) Cabriolet D: 46.000 RM (ca. 240.800 €) Cabriolet F: 47.500 RM (ca. 248.700 €) | — |